# Jaan Tõnisson
Jaan Tõnisson, född 22 december 1868 nära Tänassilma i dåvarande Guvernementet Livland, försvunnen och förmodad död 1941, troligen i Tallinn, var en estnisk advokat och politiker. Han var Estlands premiärminister 1919–1920 samt Estlands riksäldste (statschef) 1927–1928 och 1933.

## Biografi
Tõnisson växte upp under Estlands nationella uppvaknande, och inspirerades av nationalistiska idéer redan i sin barndom. Han gick i sockenskolan och senare på gymnasiet i Viljandi. Han fortsatte att studera juridik vid Tartu universitet, där han anslöt sig till de unga estniska studenternas brödraskap, en grupp som spelade en viktig roll i den nationella rörelsen i slutet av 1800- och början av 1900-talet. Tõnisson blev ordförande i sällskapet, och lärde känna Villem Reimann, ledare för den nationella rörelsen vid den tiden.

### Karriär
Förryskningspolitiken hade stängt flera estniska organisationer och framstående studenter som Tõnisson började protestera och fick stöd bland etniska ester. År 1893 blev Tõnisson redaktör för Postimees, en av de största estniska dagstidningarna. Han medverkade till Tarturenässansen, en period då ester försökte att motverka förryskningspolitiken. År 1896 köpte Tõnisson, tillsammans med flera av sina närmaste medarbetare, Postimees och förvandlade den till en tribun för den nationella rörelsen för de kommande decennierna.
Tõnissons kämpade också för utveckling av den estniska ekonomin, med särskild uppmärksamhet på de offentliga aktiviteterna, som inrättandet av den första jordbrukskooperativet i Estland, och tillkomsten av den estniska låne- och sparanderörelsen.
Efter revolutionen 1905 tvingades kejsaren Nikolaj II att ge medborgarna vissa politiska friheter. Tõnisson använde oktobermanifestet till att öka esternas rättigheter och inrättade det första estniska politiska partiet - Estlands nationella framstegsparti (Eesti Rahvuslik Eduerakond - ERE, eller Eesti Rahvameelne Eduerakond - Estniska progressiva folkpartiet). Tillsammans med Villem Reimann stödde partiet nationalistiska och liberala idéer och utökade konstitutionella rättigheter.
Efter februarirevolutionen 1917 reagerade esterna snabbt och fick rättighet till självstyre och till att bilda en nationell armé från den ryska provisoriska regeringen. I slutet av hösten 1917 var Tõnisson dock bland de första estniska politiker som krävde full självständighet för Estland.  Efter oktoberrevolutionen upplöste lokala kommunister den regionala församlingen. Den 28 november 1917 möttes de flesta av dess medlemmar i Dombergets slott och utropade församlingen till att vara den högsta legitima makten i Estland. I ett tal i parlamentet betonade Tõnisson den pågående anarkin i Ryssland och stödde deklarationen, som så småningom utvecklades till en framgångsrik statskupp.
Den 18 november 1919 blev Tõnisson Estlands premiärminister. Redan nästa dag beslutade regeringen att Estland skulle inleda fredsförhandlingar med Ryssland och den 2 februari 1920 undertecknades fredsfördraget i Tartu, så att det pågående kriget kunde avslutas. 
Under de två följande decennierna innehade Tönisson en framträdande roll inom den estniska politiken med ytterligare en kortare period som premiärminister 1920, samt två perioder som riksäldste 1928 och 1933. Han innehade också en plats i det estniska parlamentet åren 1917 till 1940.
Sovjetiska myndigheter grep Tõnisson hösten 1940 och ställde honom inför rätta. Tõnisson varken ångrade något eller uppgav någon information om andra politiker som motsatte sig Sovjetunionen. Den exakta vistelseorten för Tõnisson efter rättegången och omständigheterna kring hans död förblir ett mysterium. De mest trovärdiga spekulationerna om hans död kretsar kring att han sköts till döds i Tallinn under de första dagarna i juli 1941. Hans gravplats är okänd.

Kommendör med stora korset av Kungl. svenska Nordstjärneorden 1939.